# Atlantic walls
Atlantic walls is een verzamelalbum van Tangerine Dream. Het is het tweede in een reeks die uitgegeven werd op het platenlabel TDI Music van de muziekgroep zelf. De band zocht hun beste tracks uit hun eigen oeuvre dat ze zelf opgekocht hadden.
In december 1998 verscheen het album tevens in de Deam Dice box.

## Muziek
| Nr. | Titel                                   | Duur |
| --- | --------------------------------------- | ---- |
| 1.  | Electric icon                           |      |
| 2.  | Midwinter night                         |      |
| 3.  | Graffiti street                         |      |
| 4.  | Crystal curfew                          |      |
| 5.  | Pictures at an exhibition               |      |
| 6.  | Firetongues                             |      |
| 7.  | Mobocaster                              |      |
| 8.  | Three bikes in the sky                  |      |
| 9.  | Birdwatchers dream                      |      |
| 10. | Too hot for my chinchilla               |      |
| 11. | Little blood in the parc of attractions |      |
| 12. | Marakesh                                |      |

CD1: Ambient monkeys ·
CD2: Atlantic bridges ·
CD3: Atlantic walls ·
CD4: Dream encores ·
CD5: The dream mixes ·
CD6: Dream mixes volume 2 ·
CD7: The Hollywood years, volume 1 ·
CD8: The Hollywood years, volume 2 ·
CD9: Oasis ·
CD10: Quinoa ·
CD11: Tournado ·
CD12: Transsiberia ·
CD13: Ça va – ça marche – ça ira encore